# Nied Allemande
Die Nied Allemande (deutsch: Deutsche Nied) ist ein Fluss in Frankreich, der im Département Moselle in der Region Grand Est verläuft.

## Geographie

### Verlauf
Die Nied Allemande oder Deutsche Nied entspringt in Lothringen im Gemeindegebiet von Guenviller (Genweiler), nach anderen Angaben westlich von Farschviller (Farschweiler). Nach davon abweichender Darstellung wird die Deutsche Nied von zwei Quellbächen gespeist, von denen der eine bei Genweiler entspringt, während der andere aus dem Bischwaldweiher bei Bistroff (Bischdorf) kommt. Sie vereinigen sich in der Nähe von Teting-sur-Nied (Tetingen), nachdem vorher letzterer noch die sogenannte Freibusser Nied aufgenommen hat.
Die Deutsche Nied fließt in einem Bogen von Südwest nach Nordwest und mündet nach 58 Kilometern im Gemeindegebiet von Condé-Northen (Contchen) von rechts in ihren Schwesternfluss Nied Française (Französische Nied), der ab hier seinen Namen ändert und flussabwärts dann lediglich Nied genannt wird.

### Orte am Fluss
(Reihenfolge in Fließrichtung)
- Teting-sur-Nied (Tetingen)
- Pontpierre (Steinbiedersdorf)
- Faulquemont (Falkenberg)
- Créhange (Kriechingen)
- Elvange (Elwingen)
- Bionville-sur-Nied (Bingen (Nied))
- Varize (Waibelskirche), Gemeinde Varize-Vaudoncourt (Waibelskirchen-Wieblingen)
- Condé, Gemeinde Condé-Northen (Contchen)

## Verlauf der Sprachgrenze
Zwischen der Deutschen und der Französischen Nied verläuft die Sprachgrenze zwischen moselfränkischem „Platt“ und den benachbarten romanisch-lothringischen Dialekten der Langues d’oïl und somit auch die traditionelle deutsch-französische Sprachgrenze.

## Ältere Flussbezeichnungen
Die Flussnamen der Nied im Allgemeinen lassen sich bis ins 9. Jahrhundert zurückverfolgen.
Seit Ende des 15. Jahrhunderts wird zwischen der Deutschen und der Französischen Nied unterscheiden.
Beispiele älterer Erwähnungen  sind:
- le Nied des Allemands (1495)
- die teutsche Nida fluv. (17. Jahrhundert)

Ein weiterer älterer Name war Iton:
- fluvius Iton (1018)
- in pago Hidoninse (848, Gauname)

Der Name Iton leitet sich von keltisch *ītu- mit der Bedeutung 'anschwellen' ab.